# Northern Spy Records
Northern Spy Records  es una compañía discográfica estadounidense fundada en el 2010 por Tom Abbs y Adam Downey en donde antes laboraban en la discográfica ESP-Disk, se especializa principalmente en el jazz y también abriendo escena del noise rock, avant-garde y rock experimental.
En el 2010 Northern Spy Records fue elegida por la estación de internet East Village Radio como una de las discográficas independientes más importantes de Nueva York.

## Algunos artistas de la discográfica
- Foot Village
- Neptune
- Rhys Chatham
- The USA Is a Monster